# Erbse
Die Erbse (Pisum sativum), auch Gartenerbse oder Speiseerbse genannt, ist eine Pflanzenart aus der Gattung Erbsen (Pisum) in der Unterfamilie Schmetterlingsblütler (Faboideae) innerhalb der Familie der Hülsenfrüchtler (Fabaceae, Leguminosae). Ursprünglich aus Kleinasien stammend, ist die Erbse seit Jahrtausenden eine wichtige Nutzpflanze. Sie enthält viel Protein und wird als Gemüse und als Tierfutter verwendet.

## Beschreibung

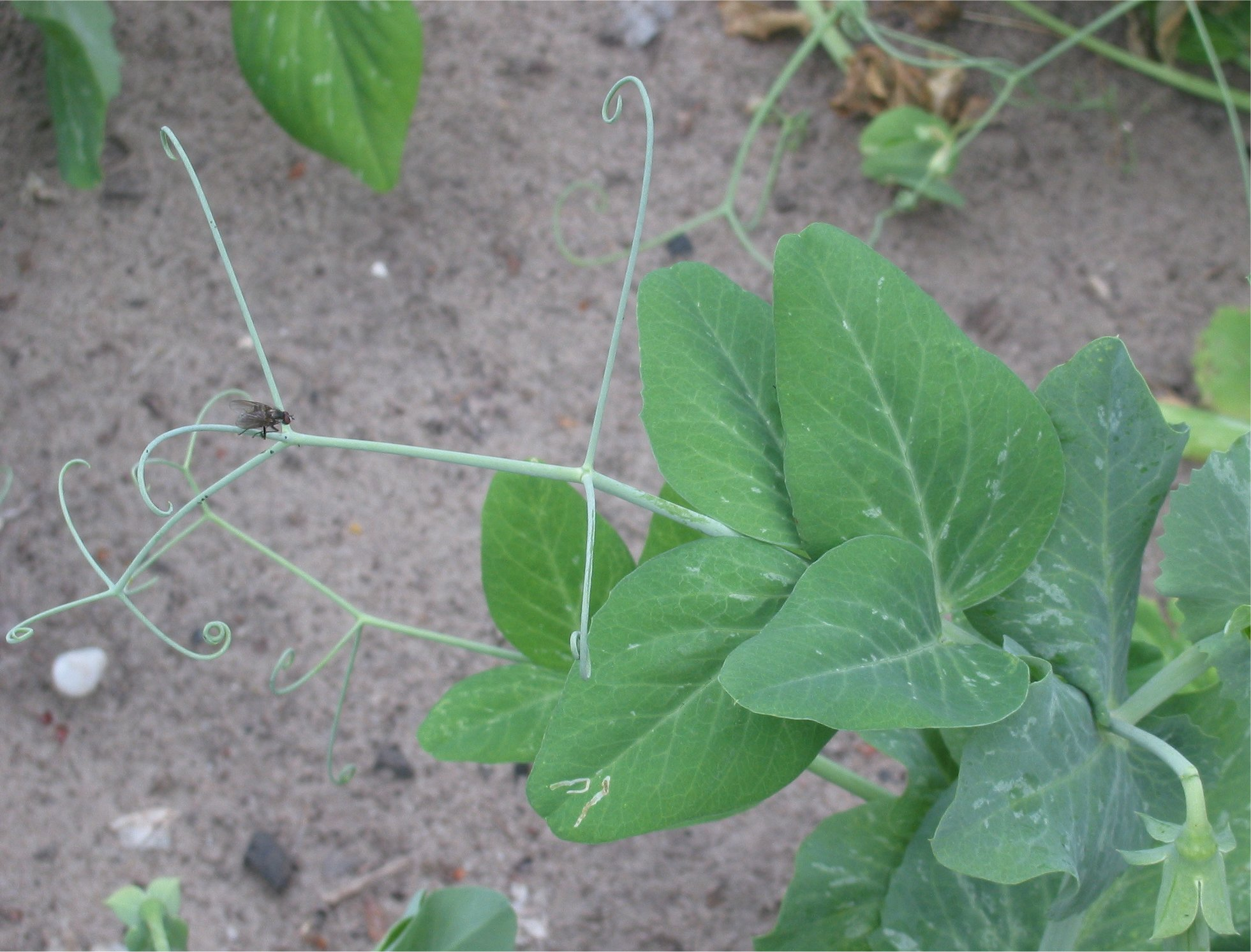
Blatt mit
verzweigter Blattranke

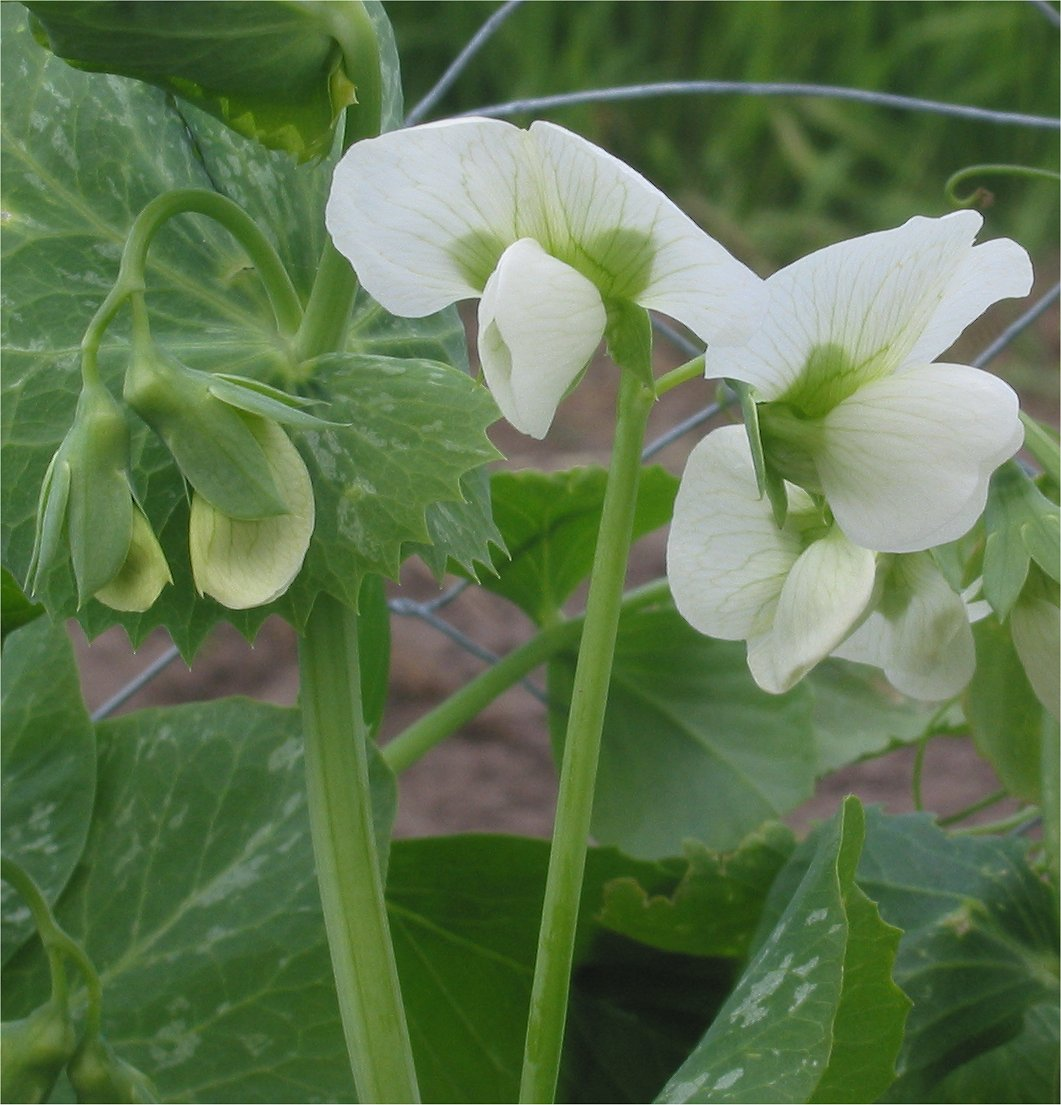
Blütenstände einer Erbsen-Sorte, mit Blütenknospen und weißen Blüten

Blüte der Sorte
Blaue Speiseerbse
PS-HB 019

### Erscheinungsbild und Blatt
Die Erbse ist eine einjährige, krautige Pflanze. Das Wurzelsystem ist in der oberen Bodenschicht stark verzweigt und kann in geeigneten Böden eine Tiefe von 1 Meter erreichen. Die niederliegenden oder kletternden Stängel werden 0,5 bis 2 Meter lang und sind einfach oder am Grund verzweigt, hohl, kantig, kahl und bläulichgrün.
Die Laubblätter besitzen ein bis drei Fiederpaare und verzweigte Blattranken. Die Fiederblättchen sind eiförmig bis breit-elliptisch, gerundet, ganzrandig (oder entfernt gezähnt). Sie sind 2 bis 7 Zentimeter lang und 1,5 bis 4 Zentimeter breit. Die Nebenblätter sind mit 4 bis 10 Zentimetern relativ groß und breit halbherzförmig. Am unteren Rand sind die Nebenblätter entfernt gezähnt bis ausgebuchtet und am Grund haben sie meist einen violetten Punkt. Die Spaltöffnungen befinden sich auf der Ober- und Unterseite der Blattspreite.

### Blütenstand und Blüte
Ein bis drei Blüten stehen in einem traubigen Blütenstand und die Blütenstandsachse endet oft in einer Granne. Der Blütenstiel ist 5 bis 10 Millimeter lang.
Die zwittrigen Blüten sind zygomorph und fünfzählig mit doppelter Blütenhülle. Die fünf Kelchblätter sind glockig verwachsen und am Rücken ausgesackt. Die Kelchzähne sind eiförmig-lanzettlich. Die unteren Kelchzähne sind etwa dreimal so lang wie die Kelchröhre sowie schmaler und länger als die oberen. Die 15 bis 36 Millimeter lange Blütenkrone hat den typischen Aufbau von Schmetterlingsblüten. Bei der Unterart Pisum sativum subsp. sativum ist die Fahne weiß, bei der Unterart Pisum sativum subsp. elatius ist die Fahne blasslilafarben und die Flügel sind dunkelpurpurfarben.

### Frucht und Samen
Die Hülsenfrüchte sind 3 bis 12 Zentimeter lang, 1 bis 2,5 Zentimeter dick und je nach Sorte grün, gelb oder bräunlich, selten schwarz. Die Hülsenfrüchte enthalten vier bis zehn Samen, die wie die Pflanze Erbsen genannt werden.
Die Samen weisen einen Durchmesser von 3 bis 9 Millimetern auf und sind je nach Sorte unterschiedlich gefärbt. Das Hilum ist bei einem Durchmesser von etwa 2 Millimetern elliptisch bis kreisrund.

## Ökologie und Phänologie
An den Seitenwurzeln befinden sich die Wurzelknöllchen. Die Erbse geht eine Symbiose spezifisch mit dem stickstoffbindenden Knöllchenbakterium Rhizobium leguminosarum symbiovar viciae ein, die bei Pisum sativum und anderen Schmetterlingsblütlern erstmals durch den Italiener Marcello Malpighi 1675 in seinem Werk Anatome plantarum beschrieben wurde. Außerdem ist eine arbuskuläre Mykorrhiza mit dem Pilz Glomus intraradices (jetzt Rhizophagus intraradices) und anderen Pilzarten bedeutsam, die vor allem die Phosphorversorgung verbessert.
Blütenökologisch handelt es sich um „Nektarführende Schmetterlingsblumen (= Schiffchenblumen)“. Der Bestäubungsmechanismus stellt eine Kombination aus Pump- und Bürstenmechanismus dar. Die Blüten duften nach Honig. Die unteren Kronblätter sind so eng miteinander verbunden, dass nur Hummeln zum Nektar gelangen können, aber selbst diese besuchen die Blüten wenig. In Mitteleuropa wird die Erbse nur von wenigen Bienen besucht. Der Samenansatz erfolgt daher in Deutschland überwiegend über eine Selbstbestäubung der kleistogamen Blüten. Zumindest in Mitteleuropa ist die Erbse ganz überwiegend autogam.
Die Blütezeit reicht von Mai bis Juni, wobei eine Blüte etwa drei Tage und ein Exemplar zehn bis 21 Tage blüht.
Die aufgeblähten Hülsenfrüchte wirken als Austrocknungsstreuer. Es liegen typische Rollsamen mit einer in diesem Fall durchscheinenden Samenschale vor, so dass einige Merkmale der Folgegeneration bereits auf der Mutterpflanze an den Samen zu erkennen sind.

## Krankheiten
Die Erbse wird von einer Vielzahl an pilzlichen Schädlingen befallen. So kommen die Rostpilze Uromyces viciae-fabae var. viciae-fabae und Uromyces pisi auf Blättern vor. Der Echte Mehltau Erysiphe pisi und der Falsche Mehltau Peronospora viciae kommen ebenfalls auf Blättern vor, ebenso Alternaria alternata. In der Wurzel kommen weit verbreitete Pilze wie Fusarium oxysporum, Rhizoctonia solani,
Sclerotinia sclerotiorum, Thielaviopsis basicola und Pythium spp. vor.

## Chromosomensatz und Mutanten
Pisum sativum mit dem Chromosomensatz 2n = 14 ist ein klassisches Objekt der Mutationsforschung. So entdeckte Gregor Mendel bei seinen Kreuzungs-Versuchen mit Erbsen in den Jahren 1856–1863 die Mendelschen Regeln. Auffällig sind auch die doppelt gefiederten Mutanten, bei denen alle Fiedern zu Ranken umgebildet sind, so dass, wie bei der Ranken-Platterbse Lathyrus aphaca, die Photosynthese fast nur von den großen Nebenblättern übernommen wird.

## Inhaltsstoffe

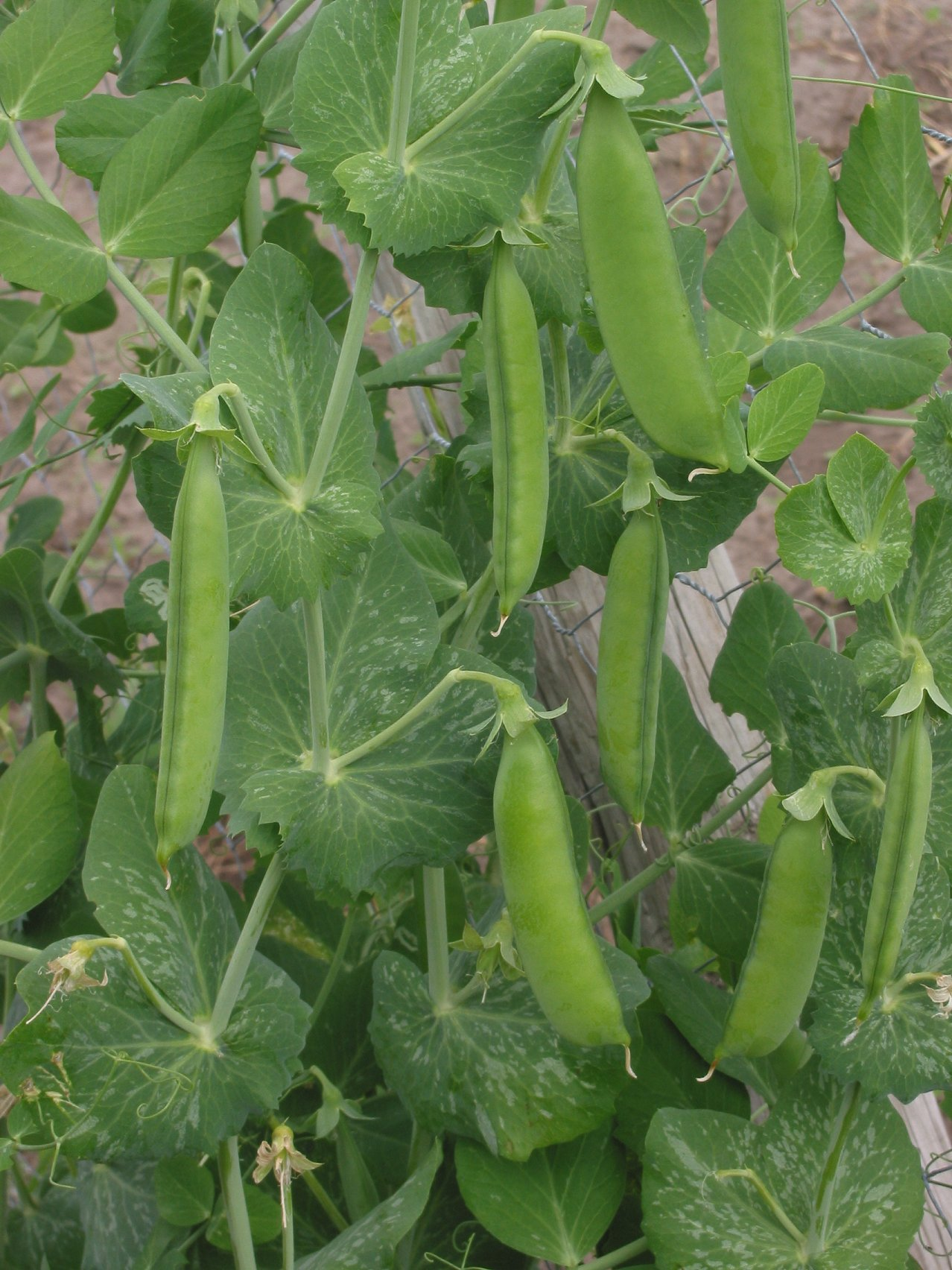
Erbsenpflanze
Zu erkennen sind
die Laubblätter,
die großen Nebenblätter und
die Hülsenfrüchte

Hülsenfrüchte und Samen der Sorte
Blaue Speiseerbse
PS-HB019

Grüne, unreife Erbsen enthalten 18 bis 20 % Trockensubstanz, die sich folgendermaßen verteilt: 5–8 % Protein, 0,5 % Fett, 10–15 % Kohlenhydrate. Reife Samen enthalten 20–25 % Eiweiß, 1–3 % Fett und 60 % Kohlenhydrate. Marquard gibt folgende Prozentzahlen, bezogen auf das Trockengewicht, an: 25,7 % Rohprotein, 1,4 % Rohfett, 53,7 % Kohlenhydrate, 18,7 % Ballaststoffe und 2,9 % Mineralstoffe.
Die für den Menschen essentiellen Aminosäuren sind in Erbsen wie folgt vorhanden (in Gramm pro 16 Gramm Stickstoff): (Cystein 1,0), Methionin 0,9, Lysin 7,3, Isoleucin 4,2, Leucin 7,0, Phenylalanin 4,4, (Tyrosin 3,1), Threonin 3,8, Tryptophan 1,5, Valin 4,7.
Der durchschnittliche Mineralstoffgehalt beträgt:
- Makroelemente (in Prozent der Trockenmasse): Calcium 0,06, Phosphor 0,42, Natrium 0,03, Kalium 1,06, Magnesium 0,13.
- Mikroelemente (in mg pro kg): Eisen 56, Zink 39, Mangan 14, Kupfer 8.

Trockenspeiseerbsen besitzen einen Tanningehalt von 0,9 bis 1,4 %, der Tanningehalt von Futtererbsen liegt zwischen 1,5 und 2,5 %. Da Tannine die Verdauung stören, wird empfohlen, das Kochwasser nicht zu verzehren.
Erbsen enthalten wie die meisten Leguminosen Phytoöstrogene, die die Fruchtbarkeit von Säugetieren reduzieren. In Indien verwendeten Frauen Suppe aus Erbsenhülsen zur Verzögerung der Empfängnis.
Erbsensamen enthalten in geringem Ausmaß auch cyanogene Glycoside (Linamarin), etwa 2,3 mg HCN pro 100 g.

## Systematik
Die Erstveröffentlichung zu Pisum sativum erfolgte 1753 durch Carl von Linné in Species Plantarum, 2, S. 727.
Innerhalb der weitgefassten Art Pisum sativum existiert ein breitgefächerter Schwarm unklar abgrenzbarer Formen, Kultivaren und Landrassen, die von verschiedenen Autoren als mehr als 100 Unterarten oder Varietäten beschrieben worden sind. Diese sind nach genetischen Analysen stark durch Hybridisierung und Introgression geprägt. Darunter ist auch die vermutliche wilde Stammform der kultivierten Erbse, meist als Unterart Pisum sativum subsp. elatius bezeichnet. Die wildwachsenden Sippen besitzen ein großes Areal, das vom mediterranen Südeuropa und Nordafrika, westlich bis Spanien, über Vorder- und Zentralasien und Iran bis Turkmenistan reicht. Die genetischen Analysen bestätigen einen Ursprung der Kulturform daraus im „Fruchtbaren Halbmond“ in Westasien. Die genetische Variabilität der Wildform ist, wie zu erwarten, erheblich höher als diejenige der Kulturform, und schließt diese mit ein. Viele Autoren erkennen daneben eine zweite wilde Unterart an, die Pisum sativum subsp. syriacum oder Pisum sativum subsp. pumilio genannt wird; diese ist östlicher verbreitet und kommt von Zentralanatolien an ostwärts vor. Ihre genetische Basis ist unklar, sie ist zudem durch einen breiten Schwarm von Mischformen mit elatius verbunden.

## Die UnterartPisum sativumsubsp.sativum
Die Erbse wird heute weltweit angebaut. Es sind sehr viele Varietäten und Convarietäten beschrieben worden. Die wichtigsten sind:

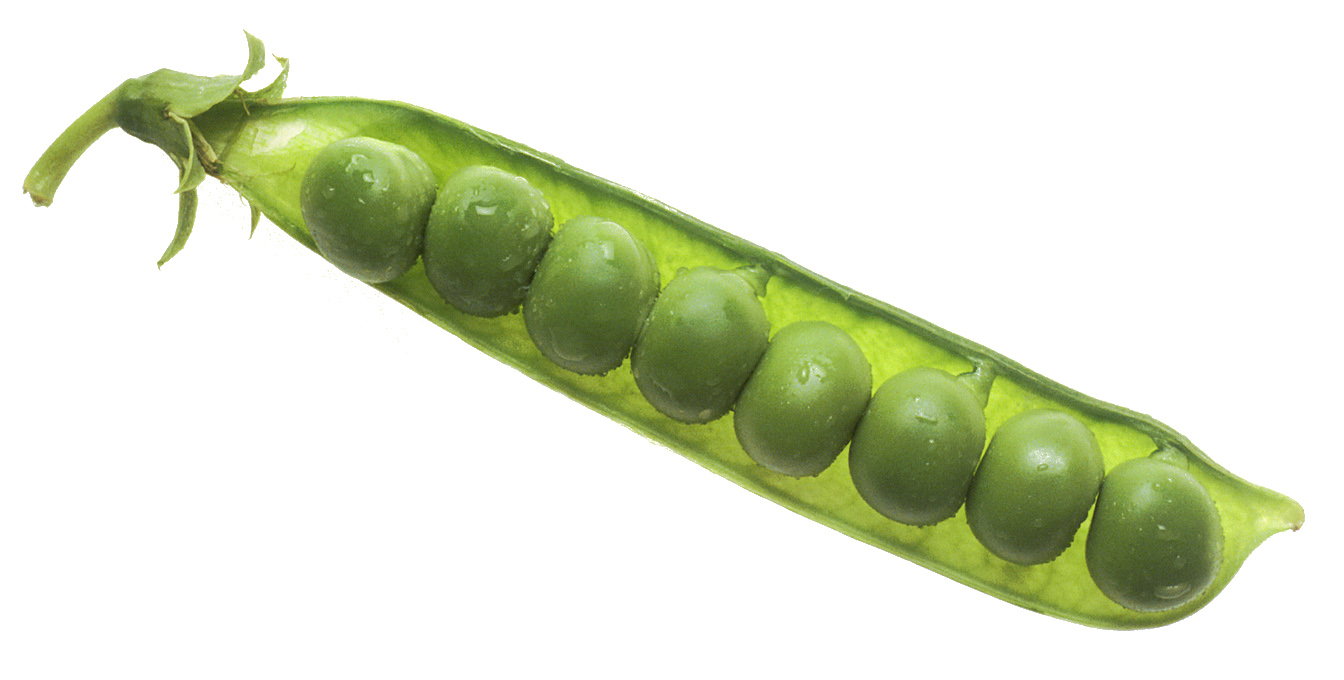
Geöffnete, fast reife Hülsenfrucht mit Samen

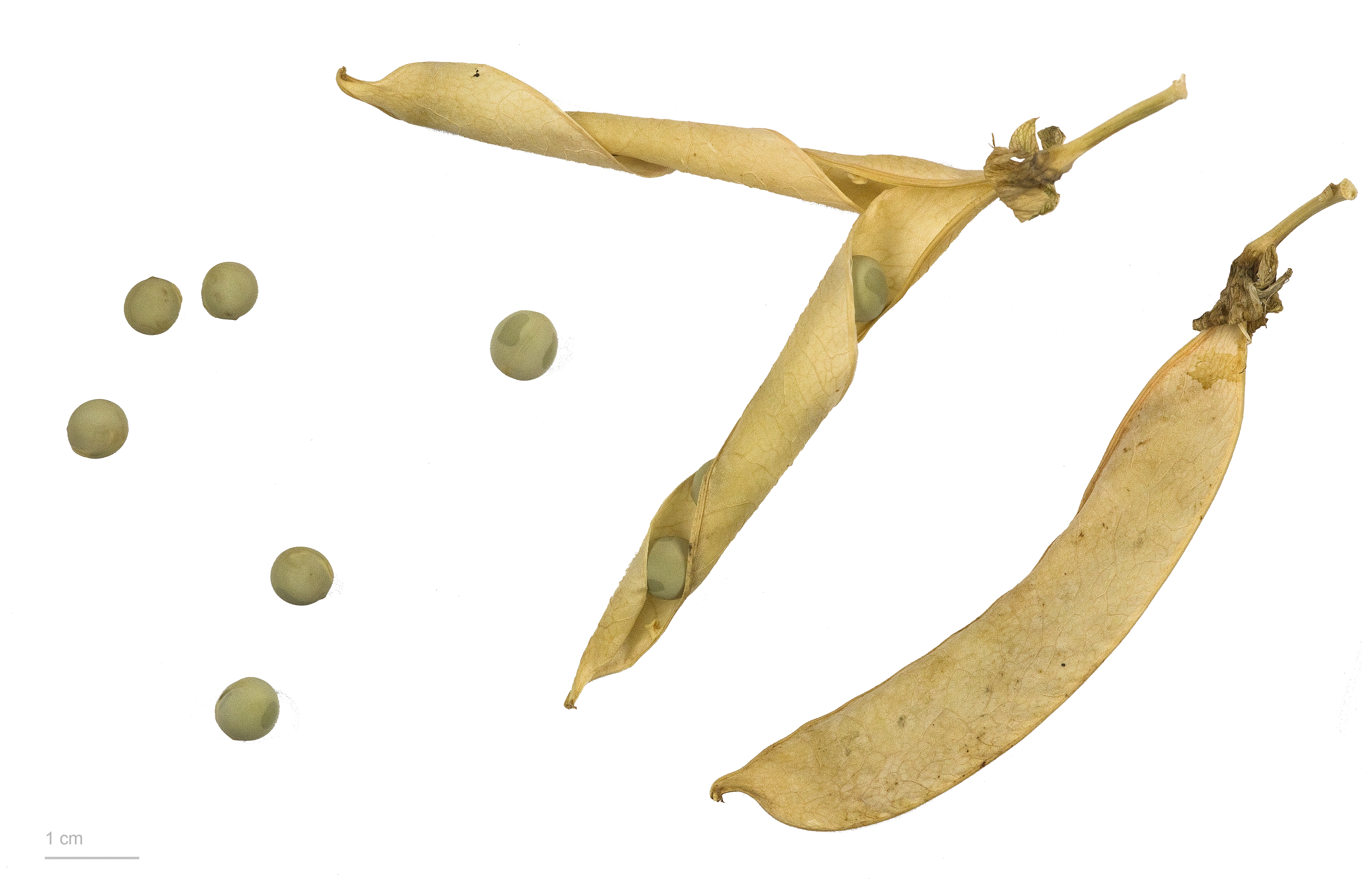
Reife, trockene Hülsenfrüchte und herausgeschleuderte Samen

Ackererbse (Pisum sativum L. convar. speciosum (Dierb.) Alef.)
vielfach als Pisum arvense oder Pisum sativum subsp. arvense geführt, auch Futtererbse, Grünfuttererbse, Felderbse oder Peluschke genannt, wird als Körnerfutter angebaut. Die geschroteten Samen dienen als Kraftfutter für Milchvieh und Geflügel. Ackererbsen werden auch als Grünfutter und Gründünger angebaut. Hinsichtlich Boden und Klima sind sie weniger anspruchsvoll als die anderen Varietäten. Früher wurden sie als Mehl dem Brotmehl zugegeben.
Palerbsen (Pisum sativum L. convar. sativum)
auch Pahl-, Schal- oder Kneifelerbsen genannt, haben glattschalige Samenkörner. Ihr trockenes Korn wird meistens zum Kochen verwendet (Trockenspeiseerbsen). Für andere Verwendungen müssen sie jung geerntet werden, denn wenn die Körner zu groß geworden sind, haben sie einen leicht mehligen Geschmack.
Markerbsen (Pisum sativum L. convar. medullare Alef.)
auch Schrumpferbsen genannt, haben im reifen Zustand ein geschrumpftes Korn, enthalten Zucker (6–9 %, fast ausschließlich Saccharose) und schmecken daher süß, weswegen sie oft irrtümlich als Zuckererbsen betrachtet werden. Sie werden meist zur Konservierung (für Nasskonserven werden helle Sorten bevorzugt) und Frostung (mehr dunklere Sorten) genutzt. In der englischen Küche wird aus getrockneten Markerbsen ein Erbspüree (mushy peas) gekocht. Mittlerweile gibt es auch glattkörnige Markerbsen, so dass sie sehr schwer von den Schalerbsen zu unterscheiden sind.
Zuckererbsen (Pisum sativum L. convar. axiphium Alef.)
auch Kaiserschoten, Kiefelerbsen oder Kefen genannt, haben keine Pergamentschicht in der Hülse und werden nicht zäh. Hauptsächlich werden ganze fleischige, süße und dicke Hülsen mit noch unentwickelten Körnern verzehrt. Die meisten Sorten haben Schalerbsenkörner, nur manche Markerbsenkörner. Sie sind die beliebtesten unter den Erbsenklassen.

## Anbau
Die Anbaufläche für trockene Erbsen in Deutschland lag im Jahr 2019 bei 85.500 Hektar mit Schwerpunkt in Ostdeutschland. Der Anbau ist in den letzten beiden Jahrzehnten rückläufig (2001 noch 139.000 Hektar, 2016 85.500), insbesondere bei Futtererbsen für die Viehzucht.

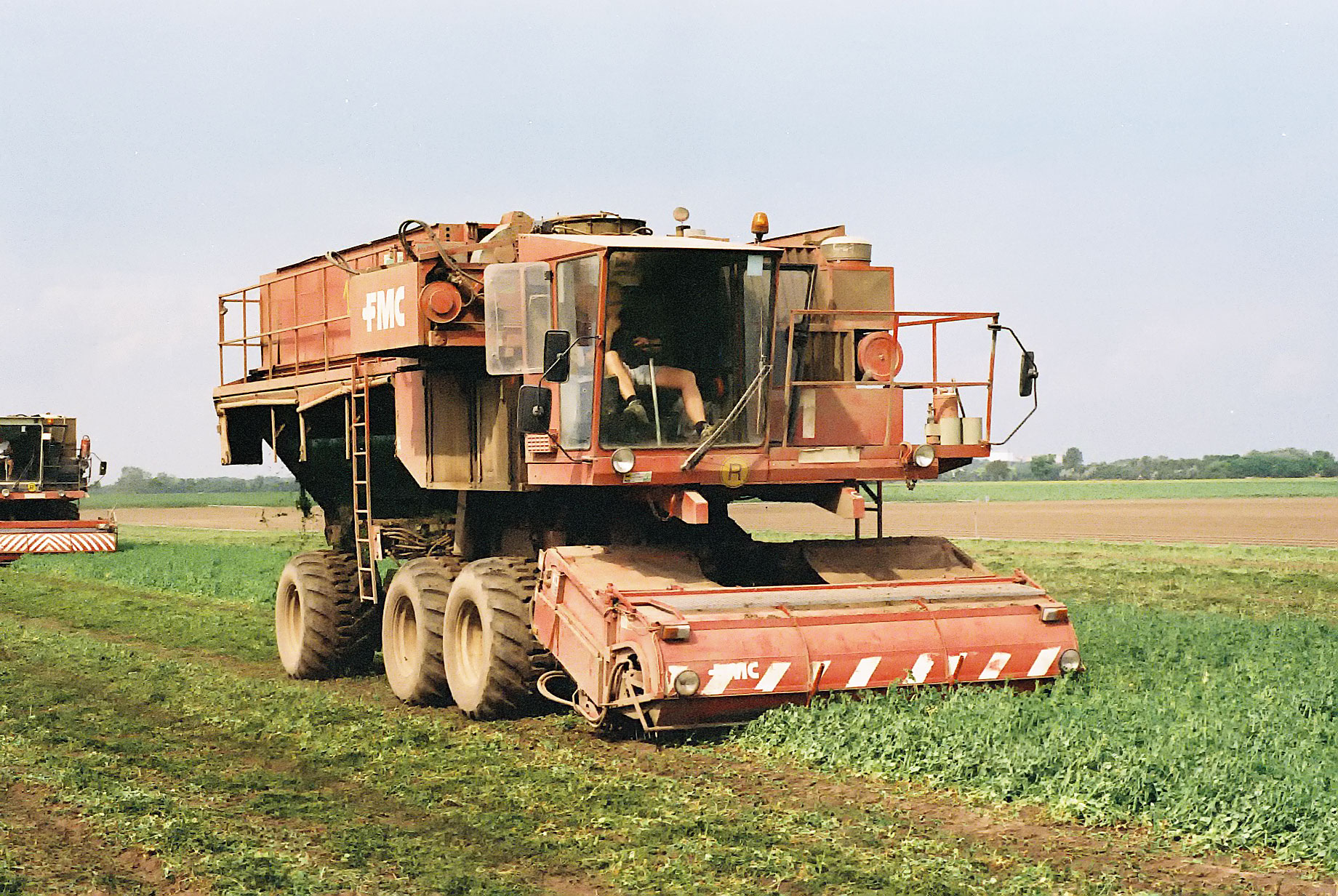
Erbsenvollernter,
hier: im Marchfeld (Niederösterreich)

Die Kulturform ist heute weltweit in gemäßigten Gebieten verbreitet, bis zu 67° nördlicher Breite etwa in Skandinavien. In den Alpen wächst sie bis in Höhenlagen von 2000 Metern.
Die Erbse wächst am besten auf Lehmböden mit ausreichend Humus und Kalk, ausgeglichener Wasserführung und guter Durchlüftung, etwa Löß- und tiefgründigen Kalkböden. Für den Erbsenanbau liegt der beste pH-Wert des Bodens zwischen 6 und 7, also im leicht sauren Bereich, ein stark saurer Boden sagt der Körnererbse nicht zu. Nicht geeignet sind schwere Tonböden, Sand- und Moorböden. Die Erbse hat eine starke Unverträglichkeit zu sich selbst, daher müssen Anbaupausen von sechs bis acht Jahren eingehalten werden. Sie gilt aufgrund des frühen Erntetermins und der positiven Beeinflussung der Bodenstruktur als gute Vorfrucht für Raps und Wintergetreide. Erbsen werden in Mitteleuropa im Frühjahr, von März bis Anfang April, mittels Drillsaat ausgesät. Auch Mischanbau mit Ackerbohne oder Getreiden kommt vor. Als stickstofffixierende Leguminose ist nur wenig oder keine Stickstoffdüngung notwendig. Erbsen sind recht empfindlich gegenüber Unkraut, so dass meist Herbizide eingesetzt werden.

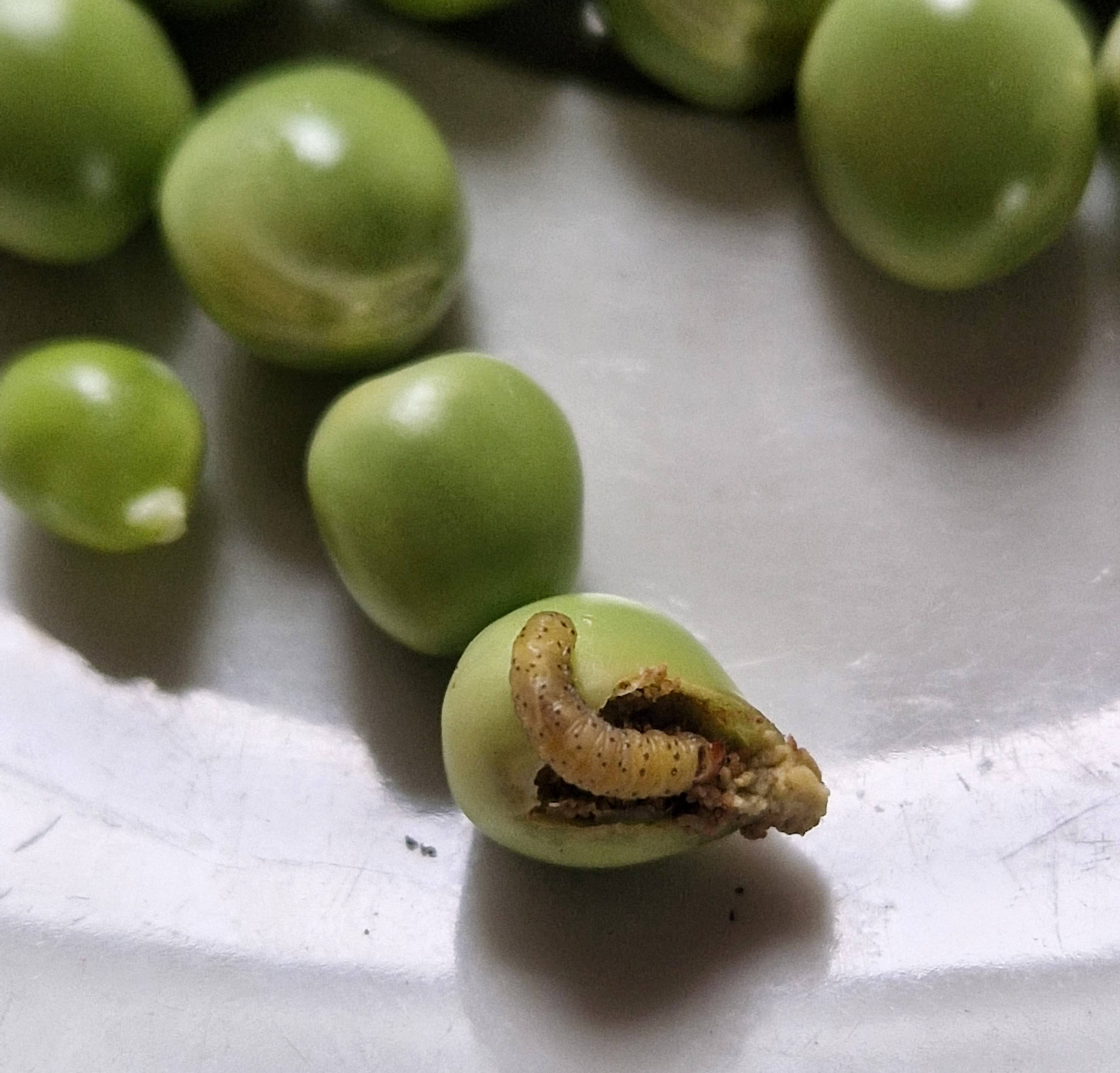
Raupe des Erbsenwicklers an einer befallenen Erbse

Auf Erbsen und Erbsenpflanzen als Nahrungsgrundlage haben sich der Erbsenkäfer (Bruchus pisorum), der Erbsenwickler (Cydia nigricana) und die Erbsenblattlaus (Acyrthosiphon pisum) spezialisiert. Problematisch werden oft auch Blattrandkäfer (Gattung Sitona).

## Wirtschaftliche Bedeutung
Die größten Erbsenproduzenten weltweit
2020 wurden laut der Ernährungs- und Landwirtschaftsorganisation FAO weltweit etwa 21,8 Millionen Tonnen grüne Erbsen und 14,6 Millionen Tonnen trockene Erbsen geerntet.
Folgende Tabellen geben eine Übersicht über die 10 jeweils größten Produzenten von grünen und trockenen Erbsen weltweit.
| grüne Erbsen           | Tonnen     |
| ---------------------- | ---------- |
| Volksrepublik China    | 11.250.366 |
| Indien                 | 5.703.000  |
| Vereinigte Staaten     | 279.336    |
| Frankreich             | 265.420    |
| Pakistan               | 218.638    |
| Algerien               | 209.409    |
| Vereinigtes Königreich | 159.022    |
| Ägypten                | 153.233    |
| Peru                   | 135.106    |
| Spanien                | 120.480    |
| Summe                  | 19.866.601 |

| trockene Erbsen     | Tonnen     |
| ------------------- | ---------- |
| Kanada              | 4.594.300  |
| Russland            | 2.740.075  |
| Volksrepublik China | 1.440.627  |
| Vereinigte Staaten  | 985.790    |
| Indien              | 796.735    |
| Frankreich          | 628.680    |
| Ukraine             | 478.880    |
| Äthiopien           | 376.237    |
| Deutschland         | 297.500    |
| Spanien             | 227.630    |
| Summe               | 14.642.466 |

2020 lagen die Erntemengen für trockene Erbsen in der Schweiz bei 13.782 t und in Österreich bei 13.100 t.

## Verwendung

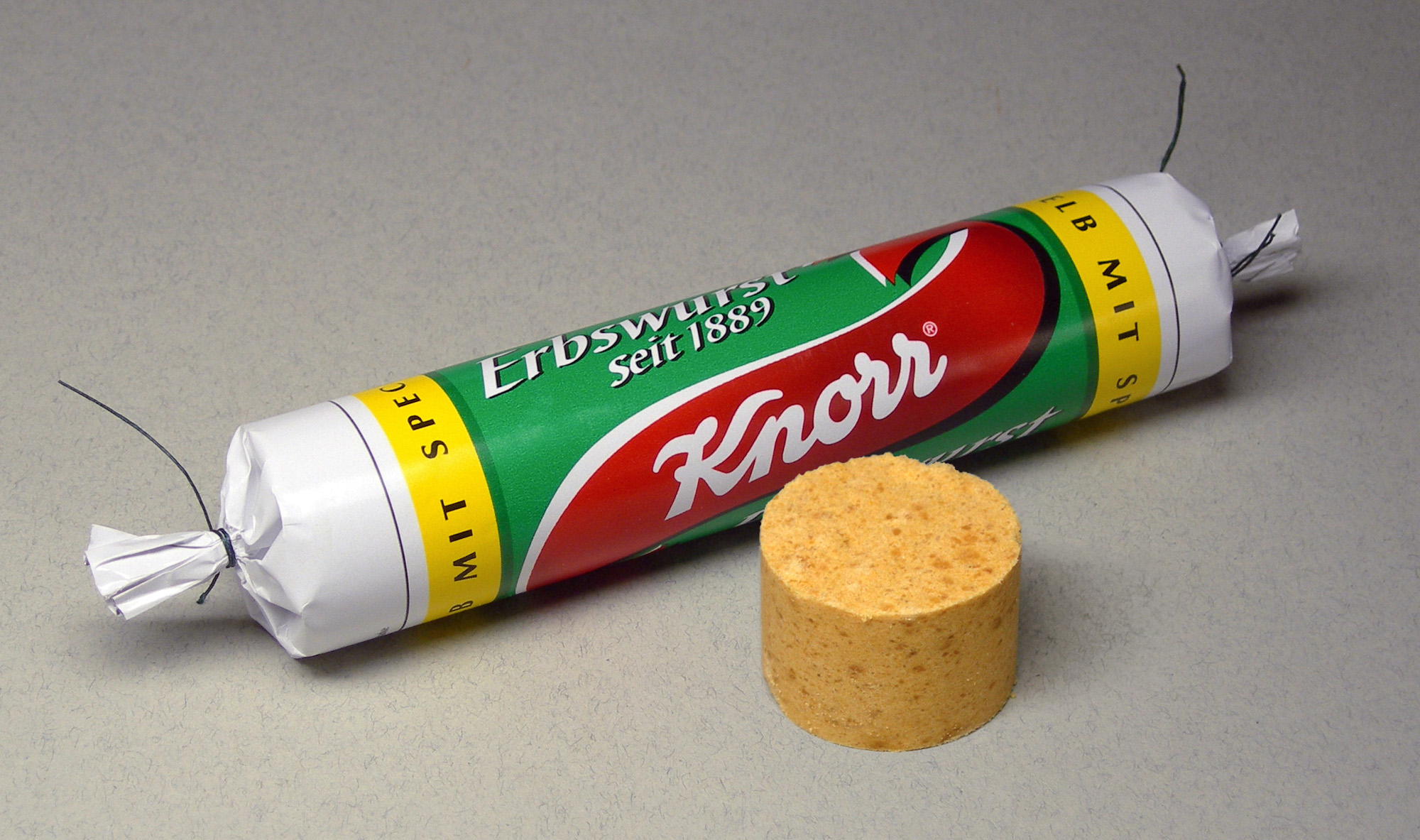
Erbswurst

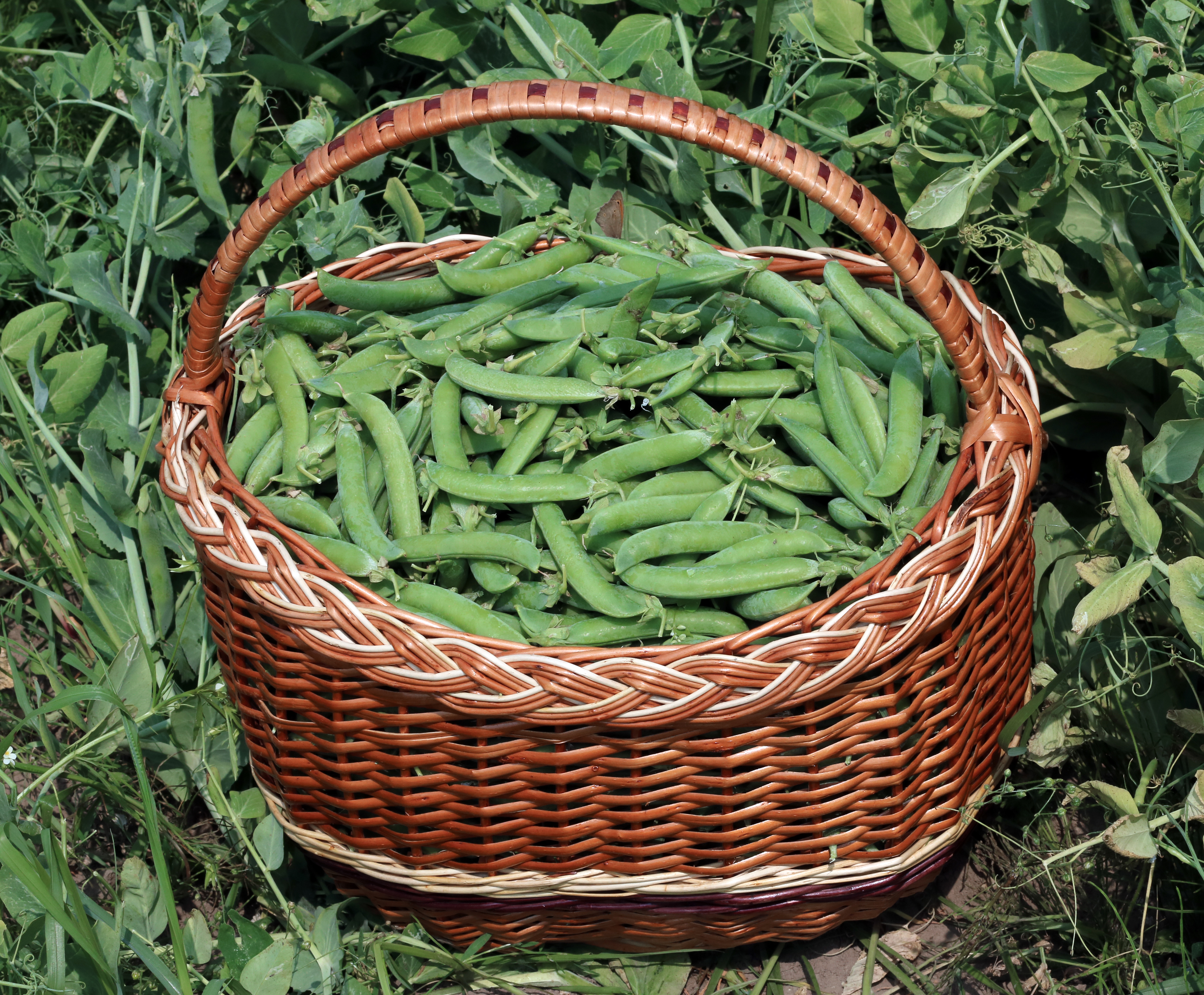
Frisch geerntete grüne Erbsen-Früchte in einem Korb

Der größte Teil der Trockenerbsen wird in der Tierernährung als Erbsenschrot verfüttert, ebenso Erbsenfuttermehl aus der Nahrungsmittelproduktion und Erbsenkleie als Rückstand in der Schälmüllerei. Auch Erbsenstroh wird wegen seines hohen Nährstoffgehalts verfüttert. Die Erbse wird als Grünfutter und -dünger verwendet.
Für die menschliche Ernährung fanden ursprünglich ebenfalls Trockenerbsen Verwendung, die hauptsächlich als Mus zubereitet wurden. Heute noch verbreitet ist die Erbsensuppe. Im 19. Jahrhundert entstand die Erbswurst. Getrocknete Erbsen werden als ganze Erbsen (mit Samenschale) oder als halbe Erbsen (deren Samenschale entfernt wurde) benutzt. Heute werden Erbsen in Mitteleuropa hauptsächlich grün zubereitet. Häufig finden Erbsen in Form von Konserven und tiefgekühlt Verwendung; seltener frisch, da Erbsen nicht besonders lange haltbar sind und rasch an Geschmack verlieren. Im Gegensatz zu früher wird sie als Gemüsebeilage verwendet, weniger als Hauptnahrungsmittel.
Gekeimte Erbsen könnten nach Untersuchungen von Urbano 2005 die Nährstoffe besser verdaulich machen.
Züchtungen der Markerbse werden als nachwachsende Rohstoffe für die Gewinnung von Stärke eingesetzt, z. B. zur Herstellung biologisch abbaubarer Folien.

## Geschichte
Ab etwa 8000 v. Chr. ist der Anbau von Erbsen durch archäologische Funde belegt, damit gehört sie mit zu den ältesten Kulturpflanzen. Bei vielen der ältesten Funde ist allerdings die Unterscheidung zwischen angebauten und wild gesammelten Erbsen mitunter schwierig, das wichtigste Merkmal, die Struktur der Samenschale, ist meist nicht erhalten. Funde liegen aus zahlreichen Siedlungen des präkeramischen Neolithikums aus dem fruchtbaren Halbmond Vorderasiens vor. Die bisher ältesten Funde stammen aus Aswad in Syrien und sind etwa 10.500 bis 10.200 Jahre alt, Funde aus Çayönü in Anatolien und Jericho im Jordantal sind nur wenig jünger. Schon ab ca. 7.000 v. Chr. liegen auch Funde aus Ausgrabungen von Zypern und aus dem Ägäisraum vor. Funde aus Nea Nikomedeia sind ca. 8.400 bis 8.200 Jahre alt. Auch in Bulgarien ist die Kultur fast ebenso alt.
In Deutschland war die Erbse (von mittelhochdeutsch areweiz, auch erbeiz), wie auch die Linse, neben Getreide das Grundnahrungsmittel der ältesten Ackerbauern, den Bandkeramikern. An jeder zweiten Getreidefundstelle kommen auch Erbsen vor, Nordgrenze war der nördliche Rand der Mittelgebirge. Aus der Mittleren Jungsteinzeit liegen anteilsmäßig wesentlich weniger Erbsenfunde vor, die Ursache dafür ist ungeklärt, lag aber möglicherweise in einer vermehrten Nutztierhaltung. In der Bronzezeit, ab etwa 1800 v. Chr., nahm der Anteil der Hülsenfrüchte und damit auch der Erbsen wieder zu.
Im Altertum wurde die Erbse in Europa ebenfalls weit verbreitet angebaut. Die antiken griechischen und römischen Autoren erwähnen sie aber nur selten und beiläufig. Auch im Capitulare de villis Karls des Großen werden Erbsen erwähnt (pisos mauriscos). Im 13. Jahrhundert erwähnte Petrus de Crescentia aus Bologna weißsamige Erbsen. In den Kräuterbüchern des 16. Jahrhunderts werden Kleine Felderbsen mit weißen Blüten und Große Gartenerbsen mit rosa oder roten Blüten unterschieden, z. B. bei Leonhart Fuchs. Eine Tradition als Heilpflanze scheint es nicht zu geben, Madaus' sonst umfassendes Lehrbuch der biologischen Heilmittel erwähnt die Erbse gar nicht.
Bis ins 17. Jahrhundert wurde die Erbse als Trockengemüse verwendet und im Allgemeinen als Mus gegessen. Erst ab dem 16. oder 17. Jahrhundert wurden Sorten gezüchtet, die man unreif und grün verspeiste oder als Zuckererbsen mit der Hülse. Zu Beginn waren diese Erbsen sehr teuer und etwa am Hof König Ludwig XIV. sehr beliebt. Die Trockenerbsen wurden jedoch erst durch die modernen Konservierungstechniken (Konserven, Tiefkühlen) vom Speisezettel verdrängt. Sie erleben mit der Vollwertküche wieder eine kleine Renaissance.

## Brauchtum und Kultur
Erbsen galten einerseits als Totenspeise. Wer in der Karwoche Erbsen aß, sollte bald eine Leiche im Haus haben. Auch das Verspeisen von Erbsen während der zwölf Rauhnächte sollte zu verschiedenen Unglücksfällen führen. In Böhmen war es Brauch, am Heiligen Abend in die Ecken der Stuben kreuzweise Erbsenmus zu streuen, wohl ein Relikt aus der Verehrung der Totengeister, später sagte man „für die Mäuse“. In manchen Gegenden ist Erbsensuppe fixer Bestandteil des Leichenschmauses, so in Mecklenburg. In Freiburg im Breisgau wurde sie bei der Totenwache gereicht.
Erbsen galten auch als Fruchtbarkeitsbringer, da die verstorbenen Ahnen auch die Fruchtbarkeit brachten. Einige Bräuche in diesem Zusammenhang waren/sind: Erbsen als erstes Futter für die Schweine an Neujahr (Ostpreußen); Schlagen eines Sackes mit Erbsen an Obstbäume, damit sie so viel Früchte wie Erbsen im Sack tragen; Erbsen als Hochzeitsspeise; Erbsen zum Bewerfen des Brautpaares. Als Fruchtbarkeitsbringer sei auch der Erbsenbär erwähnt, der etwa im rheinländischen Karneval oder im alemannischen Raum vorkommt, oder in Ostdeutschland bis ins 20. Jahrhundert Bestandteil des Brautzugs war. Der Erbsenbär war in germanischer Zeit eine Verkörperung des Gewittergottes Thor (Donar), von daher kommt auch der Brauch in manchen Gebieten Deutschlands, am Donnerstag Erbsensuppe zu essen (z. B. Schwaben).
In der Bibel werden Erbsen nicht erwähnt. In Märchen sind sie profanes Nahrungsmittel, z. B. in Basiles Der Floh, Der Dummling, Der goldene Stamm, im berühmten Aschenputtel und in Der junge Riese aus Grimms Märchen. In Die zwölf Jäger, Der Räuberbräutigam, Das blaue Licht sollen ausgestreute Erbsen den Bräutigam oder Übeltäter entdecken. In Hans Christian Andersens Die Prinzessin auf der Erbse wird damit vornehme Herkunft geprüft, Fünf aus einer Schote hingegen zeigt existentielle Not, wie auch Bechsteins Sage Nr. 715 Der Erbsenacker. Erbsenmus galt als Leibspeise von Zwergen und Heinzelmännchen, vgl. Grimms Sage Nr. 156 Schmied Riechert.